# 第五関門丸
第五関門丸（だいごかんもんまる）は、鉄道省（後の日本国有鉄道）関森航路、宇高航路に在籍した自航式の貨車航送船。「第三関門丸」に準じた性能であるが、改良が加えられている。
船首、船尾どちらからも貨車を搭載できるように、外輪船であった。

## 概略
函館船渠が建造し、1926年（大正15年）7月29日に就航する。これにより、「第一関門丸」、「第二関門丸」が予備船となる。
車両甲板には軌道が一本敷設され、7t積貨車を7両積み込むことができる。関門海峡は潮流が速く、航送場の前面で船を旋回することが困難であったことから、そこで前進、後退と停止をすばやく行うため外輪船方式が採用され、船首、船尾どちらからも搭載できるように、船体は、機関と煙突などをのぞき、前後対称となっている。
1931年（昭和6年）、改造が行われ、甲板先端を延長し、ワム型15t積貨車を7両積み込めるようになった。このため貨車の搭載は船首だけで行われるようになった。
1942年（昭和17年）7月1日、関門トンネル（山陽本線：鉄道用）が開通し、鉄道車両渡船が廃止される。
その後、輸送能力が逼迫していた宇高航路へ関門丸5隻は転属となる。「第五関門丸」は「第三関門丸」と「第四関門丸」とともに同年9月28日に転属し、10月6日に運航が開始された。
関門丸5隻は船型が独特であったため、宇野駅と高松駅に関森航路の施設を転用、関門丸型専用の航送場を設置した。それでも不十分であったので、1946年（昭和21年）8月に新たな設備を設置した。
1944年（昭和19年）11月15日から1945年（昭和20年）5月4日まで軍に徴用された。8月8日、高松港沖で銃撃を受けた。
戦後はGHQの日本商船管理局（en:Shipping Control Authority for the Japanese Merchant Marine, SCAJAP）によりSCAJAP-K115の管理番号が付与されたが、「第一関門丸」と重複するため、後にSCAJAP-K119に変更された。
1947年（昭和22年）2月15日、高松港の岸壁に衝突。10月2日、高松港出港時に貨車6両が沈没した。
関門丸5隻は1948年（昭和23年）12月27日に運航停止となり、紫雲丸型の就航に伴い必要がなくなったため1950年（昭和25年）5月10日に日本自動車航送に売却された。
日本自動車航送は西日本鉄道が関門海峡における自動車航送を目的に設立した会社で、同年8月1日から運航したが、1958年（昭和33年）に関門トンネル（国道2号線：道路用）が開通したため同社の自動車航送が廃止され、運航終了した。
その後、「第五関門丸」は1959年（昭和34年）に神戸で解体された。